# Mezilesí (kraj Wysoczyna)
Mezilesí – gmina w Czechach, w powiecie Pelhřimov, w kraju Wysoczyna. 1 stycznia 2014 liczyła 125 mieszkańców.